# Alfa Romeo Matta
Alfa Romeo 1900M Matta — лёгкий многоцелевой полноприводный (4 × 4) автомобиль, серийно выпускавшийся компанией Alfa Romeo в начале 1950-х годов для нужд Итальянской армии. Являлся аналогом известного американского джипа Willys MB.

## Название
Matta в переводе с итальянского означает «сумасшедшая». Такое имя было дано автомобилю Alfa Romeo 1900M за выдающиеся технические характеристики, в частности, за способность преодолевать крутые подъёмы и небольшие реки.
Выпускались две модификации: AR51 и AR52 (ит. Autovettura da Ricognizionе — разведывательный автомобиль). Название AR51 отражает год создания образца и присваивалось машинам, выпущенным в период с 1951 по 1953 год. AR52 — более поздняя модификация, выпускавшаяся в 1954 году. Некоторые авторы считают AR52 вариантом для военно-воздушных сил Италии. По другой версии, модификация AR51 производилась для Итальянской армии, а AR52 — для гражданского использования. Стоит отметить, что обозначение AR применялось и для других автомобилей на службе Итальянской армии.

## История
Matta производилась с 1951 по 1954 годы. Было выпущено 2007 моделей AR51 и 154 модели AR52. В 1954 году, Итальянская армия отказалась от AR51 и перешла на Fiat Campagnola, который был технически проще.

## Устройство автомобиля
Matta имела 1884 см³ двигатель Twin Cam мощностью 65 л. с. (48 кВт) с сухим картером. Matta была построена на отдельном шасси, которое устанавливалось на большинстве внедорожников.

## Галерея

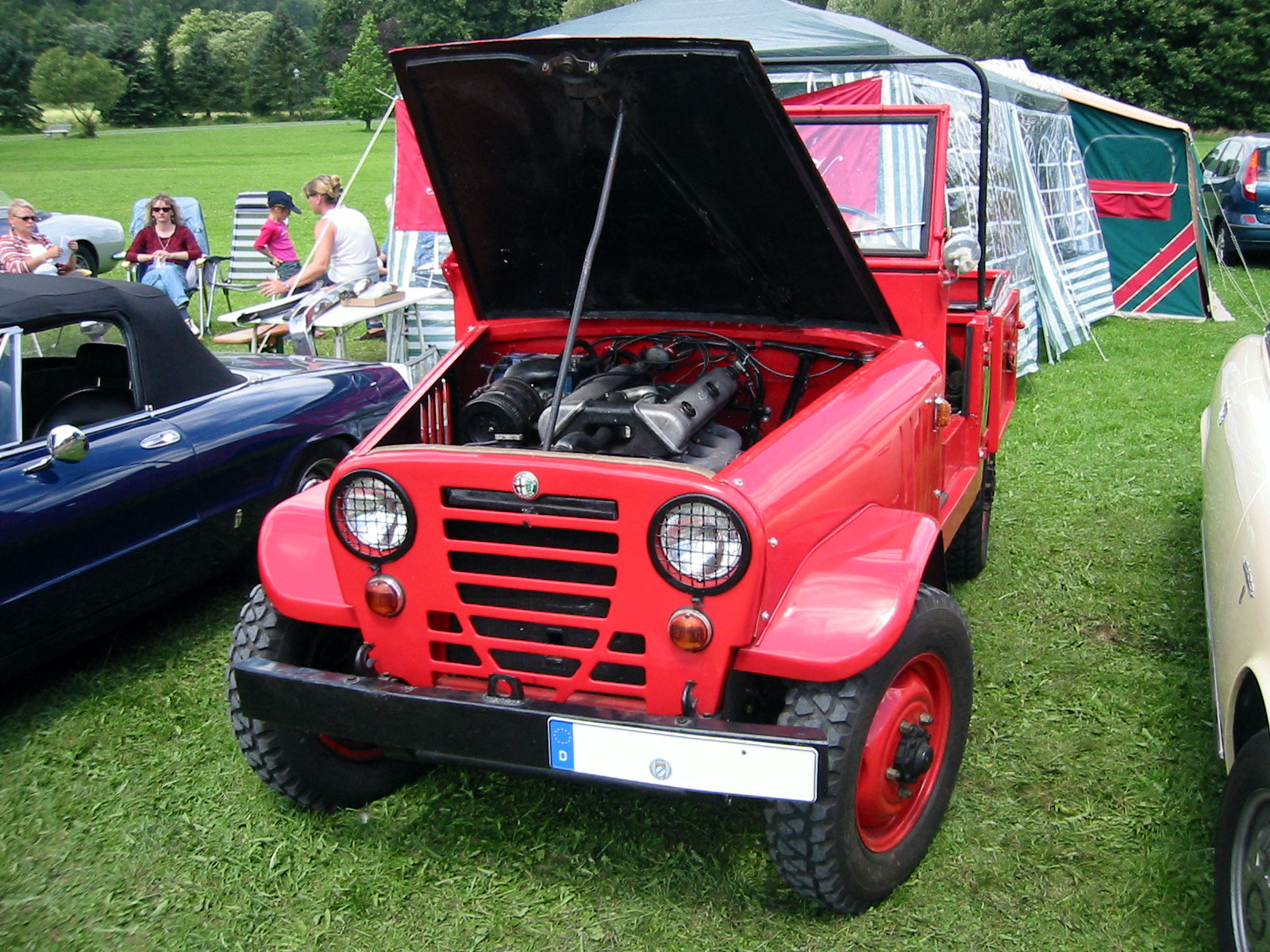
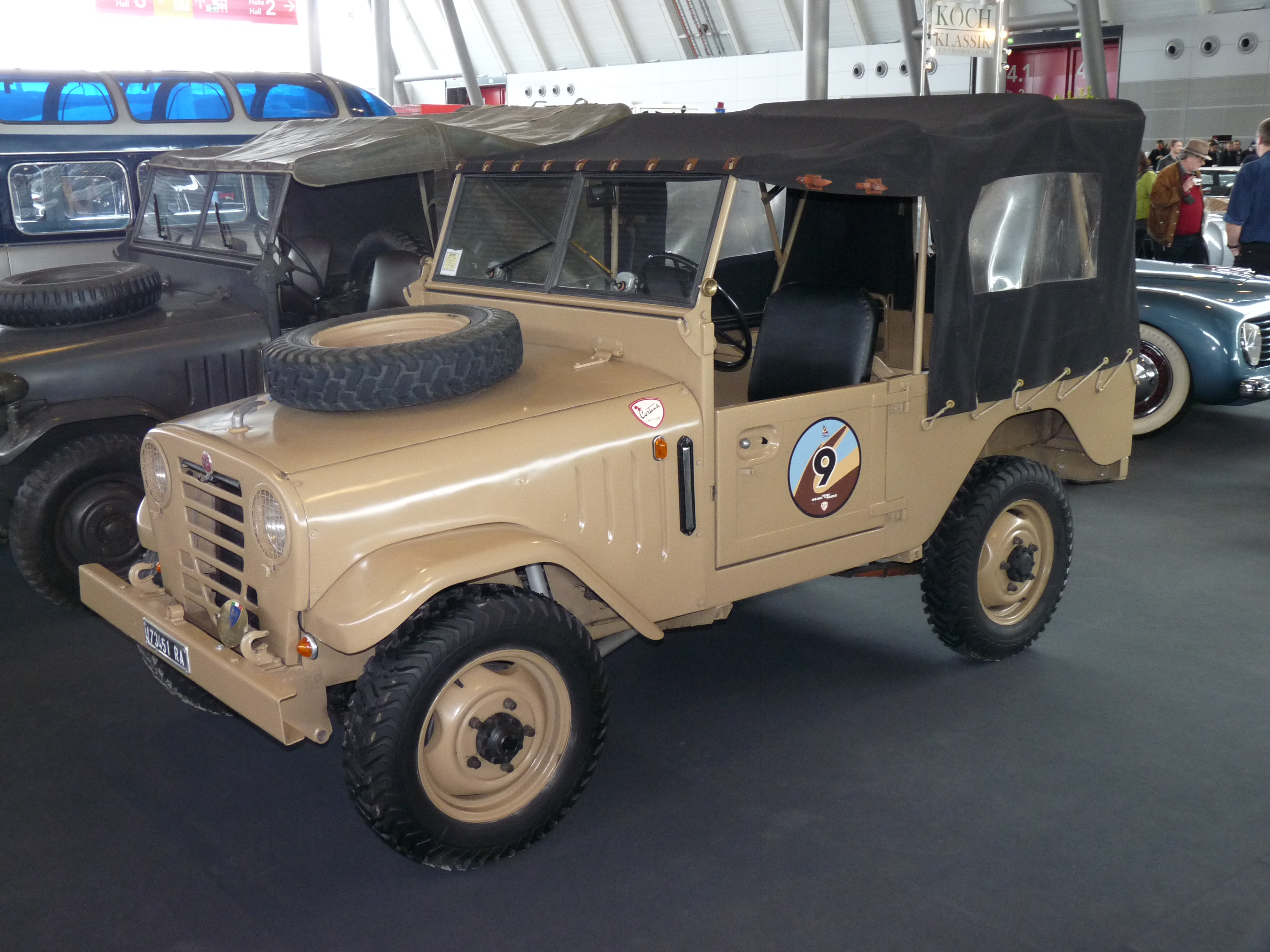
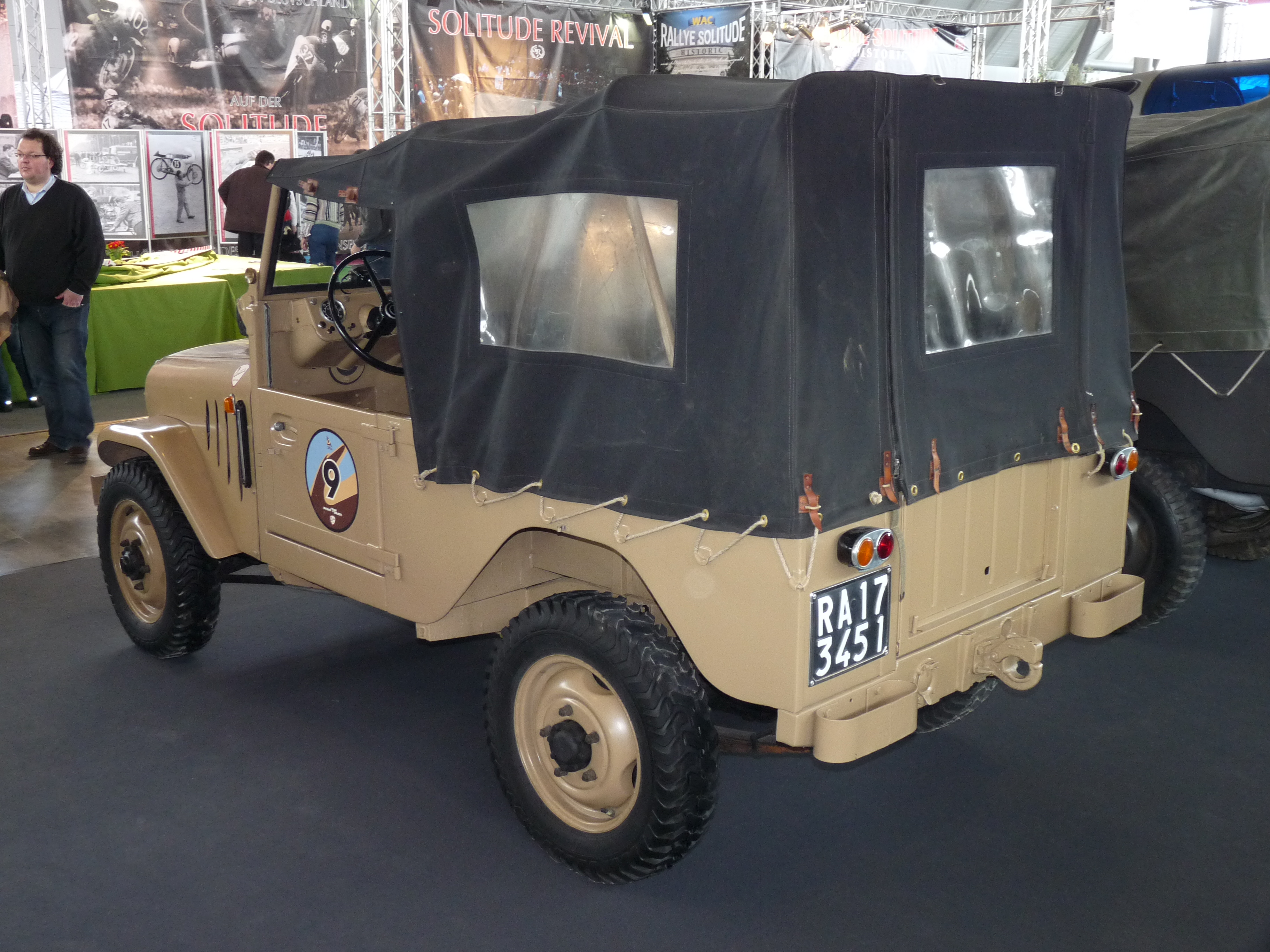

## Технические характеристики
Источники:
| Двигатель                     | 4-цилиндровый рядный двигатель, фронтальнорасположенный            | 4-цилиндровый рядный двигатель, фронтальнорасположенный            | 4-цилиндровый рядный двигатель, фронтальнорасположенный            | 4-цилиндровый рядный двигатель, фронтальнорасположенный            | 4-цилиндровый рядный двигатель, фронтальнорасположенный            |
| Объём                         | 1884 см³                                                           |                                                                    |                                                                    |                                                                    |                                                                    |
| Диаметр цилиндра х ход поршня | 82.5 мм x 88 мм                                                    |                                                                    |                                                                    |                                                                    |                                                                    |
| Макс. мощность                | 65 л.с. при 4400 об/мин                                            |                                                                    |                                                                    |                                                                    |                                                                    |
| Макс. крутящий момент         | 12.5 кг/м при 2500 об/мин                                          |                                                                    |                                                                    |                                                                    |                                                                    |
| Компрессия                    | 7:1                                                                |                                                                    |                                                                    |                                                                    |                                                                    |
| Топливная система             | 1 Solex Карбюратор 33 PBIC, механический топливный насос           | 1 Solex Карбюратор 33 PBIC, механический топливный насос           | 1 Solex Карбюратор 33 PBIC, механический топливный насос           |                                                                    |                                                                    |
| Система клапанов              | DOHC, по два на цилиндр                                            | DOHC, по два на цилиндр                                            | DOHC, по два на цилиндр                                            |                                                                    |                                                                    |
| Охлаждение                    | Водяное                                                            | Водяное                                                            | Водяное                                                            | Водяное                                                            | Водяное                                                            |
| Трансмиссия                   | 4 передние, 1 задняя + два усиления                                | 4 передние, 1 задняя + два усиления                                | 4 передние, 1 задняя + два усиления                                | 4 передние, 1 задняя + два усиления                                | 4 передние, 1 задняя + два усиления                                |
| Передняя подвеска             | Независимая уникальной длины передняя подвеска с двойными рычагами | Независимая уникальной длины передняя подвеска с двойными рычагами | Независимая уникальной длины передняя подвеска с двойными рычагами | Независимая уникальной длины передняя подвеска с двойными рычагами | Независимая уникальной длины передняя подвеска с двойными рычагами |
| Задняя подвеска               | Живой задний мост                                                  | Живой задний мост                                                  | Живой задний мост                                                  | Живой задний мост                                                  | Живой задний мост                                                  |
| Тормоза                       | Гидравлические барабанные тормоза, механический блокиратор на валу | Гидравлические барабанные тормоза, механический блокиратор на валу | Гидравлические барабанные тормоза, механический блокиратор на валу | Гидравлические барабанные тормоза, механический блокиратор на валу | Гидравлические барабанные тормоза, механический блокиратор на валу |
| Кузов                         | Стальной кузов с отдельным шасси                                   | Стальной кузов с отдельным шасси                                   | Стальной кузов с отдельным шасси                                   | Стальной кузов с отдельным шасси                                   | Стальной кузов с отдельным шасси                                   |
| Колея передняя/задняя         | 1300 мм (51,2 ″) / 1300 мм (51,2 ″)                                | 1300 мм (51,2 ″) / 1300 мм (51,2 ″)                                | 1300 мм (51,2 ″) / 1300 мм (51,2 ″)                                | 1300 мм (51,2 ″) / 1300 мм (51,2 ″)                                | 1300 мм (51,2 ″) / 1300 мм (51,2 ″)                                |
| Колёсная база                 | 2200 мм (86,6 ″)                                                   | 2200 мм (86,6 ″)                                                   | 2200 мм (86,6 ″)                                                   | 2200 мм (86,6 ″)                                                   | 2200 мм (86,6 ″)                                                   |
| Длина × Ширина × Высота       | 3520 мм (138,6 ″) × 1575 мм (62,0 ″) × 1820 мм (71,7 ″)            | 3520 мм (138,6 ″) × 1575 мм (62,0 ″) × 1820 мм (71,7 ″)            | 3520 мм (138,6 ″) × 1575 мм (62,0 ″) × 1820 мм (71,7 ″)            | 3520 мм (138,6 ″) × 1575 мм (62,0 ″) × 1820 мм (71,7 ″)            | 3520 мм (138,6 ″) × 1575 мм (62,0 ″) × 1820 мм (71,7 ″)            |
| Дорожный просвет              | 20,5 см                                                            | 20,5 см                                                            | 20,5 см                                                            | 20,5 см                                                            | 20,5 см                                                            |
| Преодолеваемый брод           | 70 см                                                              | 70 см                                                              | 70 см                                                              | 70 см                                                              | 70 см                                                              |
| Преодолеваемый подъём         | 120 % (50°)                                                        | 120 % (50°)                                                        | 120 % (50°)                                                        | 120 % (50°)                                                        | 120 % (50°)                                                        |
| Масса                         | 1250 кг                                                            |                                                                    |                                                                    |                                                                    |                                                                    |
| Максимальная скорость         | 105 км/ч                                                           |                                                                    |                                                                    |                                                                    |                                                                    |
| ----------------------------- | ------------------------------------------------------------------ | ------------------------------------------------------------------ | ------------------------------------------------------------------ | ------------------------------------------------------------------ | ------------------------------------------------------------------ |